# Felix Brych
Doctor Felix Brych (Munich, 3 de agosto de 1975) es un árbitro de fútbol alemán. Comenzó a arbitrar en la Bundesliga en 2004 y fue árbitro de la FIFA, además de ser clasificado como árbitro de élite de la UEFA. Dirige para el SV Am Hart München de la Federación Bávara de Fútbol.

## Trayectoria
Arbitró su primer partido en la máxima categoría internacional en octubre de 2007, haciéndose cargo del partido donde Rumania ganó 2–0 sobre Luxemburgo en la Clasificación para la Eurocopa 2008. En febrero de 2008, fue anunciado para arbitrar el partido de la Ronda de 32 de la Copa de la UEFA 2007-08 entre el Panathinaikos y el Rangers, y en octubre de 2008, ofició el partido del Grupo D de la Liga de Campeones de la UEFA 2008-09 entre el Liverpool y el PSV Eindhoven. En octubre de 2011 ofició el partido entre el Manchester United y el Oţelul Galaţi correspondiente al Grupo C de la Liga de Campeones de la UEFA 2011-12, donde fue responsable de una controvertida expulsión de Nemanja Vidić.
También fue el árbitro principal de la Semifinal de la Liga de Campeones de la UEFA 2011-12 donde se enfrentaron el Chelsea y el Barcelona, que terminó con victoria de los británicos sobre el campeón defensor. 
En los Juegos Olímpicos Londres 2012 pitó el partido de cuartos de final entre Honduras y Brasil.
En marzo de 2016 arbitró el partido de vuelta entre Chelsea y Paris Saint-Germain en Stamford Bridge por la Liga de Campeones de la UEFA 2015-16,  con resultado 2-1 a favor de los galos; En abril de 2016 ofició el partido entre el Barcelona y el Atlético de Madrid de cuartos de final de la Champions League 2015-16 con el resultado de 2-1, donde fue responsable de una polémica expulsión de Fernando Torres.
Fuera del ámbito futbolístico, Brych ejerce como doctor en leyes, habiendo escrito su doctorado acerca de los deportes.

## Copa Mundial de la FIFA
| Copa Mundial de Fútbol de 2014 – Brasil | Copa Mundial de Fútbol de 2014 – Brasil | Copa Mundial de Fútbol de 2014 – Brasil | Copa Mundial de Fútbol de 2014 – Brasil | Copa Mundial de Fútbol de 2014 – Brasil | Copa Mundial de Fútbol de 2014 – Brasil  | Copa Mundial de Fútbol de 2014 – Brasil | Copa Mundial de Fútbol de 2014 – Brasil |
| Fecha                                   | Partido                                 | Sede                                    | Fase                                    | Amonestado                              | Otorgado · Otorgado otra vez · Expulsado | Expulsado                               | Anotado · Penal                         |
| --------------------------------------- | --------------------------------------- | --------------------------------------- | --------------------------------------- | --------------------------------------- | ---------------------------------------- | --------------------------------------- | --------------------------------------- |
| 14 de junio de 2014                     | Uruguay 1 – 3 Costa Rica                | Fortaleza                               | Fase de grupos                          | 3                                       | 0                                        | 1                                       | 1                                       |
| 22 de junio de 2014                     | Bélgica 1 – 0 Rusia                     | Río de Janeiro                          | Fase de grupos                          | 3                                       | 0                                        | 0                                       | 0                                       |
| Copa Mundial de Fútbol de 2018 – Rusia  |                                         |                                         |                                         |                                         |                                          |                                         |                                         |
| Fecha                                   | Partido                                 | Sede                                    | Fase                                    | Amonestado                              | Otorgado · Otorgado otra vez · Expulsado | Expulsado                               | Anotado · Penal                         |
| 22 de junio de 2018                     | Serbia 1 – 2 Suiza                      | Kaliningrad                             | Fase de grupos                          | 5                                       | 0                                        | 0                                       | 0                                       |